# Lycosa granatensis
Lycosa granatensis är en spindelart som beskrevs av Pelegrín Franganillo Balboa 1925. 
Lycosa granatensis ingår i släktet Lycosa och familjen vargspindlar. Artens utbredningsområde är Spanien. Inga underarter finns listade i Catalogue of Life.